# Benito Juárez (partido)
Pour les articles homonymes, voir Benito Juárez (homonymie).
Le partido de Benito Juarez est une subdivision de la province argentine de Buenos Aires. Fondé en 1867, son chef-lieu est Benito Juárez.

## Villes et localités
- Benito Juárez, chef-lieu ;
- Villa Cacique.